# 木下和佳
木下 和佳（きのした わか、1964年6月19日 - ）は、日本の元女優。
所属していた事務所は株式会社コスモス → グロー企画 → ルイプロダクション。身長160cm。本名同じ。

## 来歴・人物
埼玉県志木市出身。三人きょうだいの第一子・長女（妹と弟がいる）。日出女子学園高等学校（現・目黒日本大学高等学校）卒業。
中学1年生の時にコマーシャルフィルムに登場したのがきっかけで芸能界デビュー。以後CMなどのモデルなどで活動。女優デビューするにあたりテアトルアカデミーでレッスンを受け、1979年からテレビドラマに出演を始める。1980年1月から『燃えろアタック』（テレビ朝日）でドラマ初レギュラー（第48話から）。以後1980年代中期頃までテレビドラマなどで活動。
趣味・特技は日本舞踊。

## 出演

### テレビドラマ
- 燃えろアタック （テレビ朝日）- 高坂鮎子 役（第48話からレギュラー）
- 先生と11人のこどもたち～学童疎開の記録 （中部日本放送、TBS系　1979年5月6日）
- 特捜最前線 （テレビ朝日）- 1979年12月5日、第140話『ハナコ・少女売春の街！』ゲスト
- チャコとケンちゃん （TBS）- クリさん 役（レギュラー）[1]
- 木曜ゴールデンドラマ・怨霊学園 （読売テレビ、日本テレビ系）[1]
- 秘密のデカちゃん （TBS）[1]
- 噂の刑事トミーとマツ （TBS）- 1982年11月17日、第37話『死ぬゥ! トミマツの人間せんべい』ゲスト
- 私鉄沿線97分署 （テレビ朝日）- 1985年3月10日、第20話『危険なヨコハマ・ストーリー！』ゲスト
- 赤い秘密 （TBS）
- 誇りの報酬 （日本テレビ）- 1986年5月18日、第32話『二人だけの非常線』ゲスト

（）